# Creoolse talen
Creoolse talen of creooltalen zijn in de taaltypologie pidgintalen die als moedertaal zijn verworven.
De term 'creool' komt uit een van de Romaanse talen (Frans: créole, Spaans: criollo, Portugees: crioulo) en betekent daar 'gefokt'. De aanduiding werd gebruikt voor Afrikaanse slaven die in gevangenschap buiten Afrika waren geboren en hun nakomelingen. De term werd ook gebruikt voor de pidgin- en creooltalen die zij spraken.

## Kenmerken
Creoolse talen vertonen een aantal opvallende overeenkomsten in grammaticale structuur. De wetenschap die probeert deze overeenkomsten te verklaren wordt creolistiek genoemd. De in pidgins grotendeels afwezige grammaticale systematiek is in creooltalen over het algemeen wel aanwezig.

## Verspreiding
Creooltalen worden onder andere gesproken in voormalige Europese koloniën in bijna heel Afrika, Zuid-Amerika, het Caraïbische gebied, Zuidoost-Azië en in mindere mate Noord-Amerika. De woordenschat van de meeste creooltalen vertoont een grote overlap met de taal van de Europese kolonisator. Afwijkende woorden kunnen afkomstig zijn uit andere Europese talen of uit de inheemse talen van de slaven.

## Voorbeelden
Een aantal creoolse talen is mede gebaseerd op het Nederlands: het Negerhollands op de Amerikaanse Maagdeneilanden, het Berbice-Nederlands en Skepi in Guyana, het Petjoh in Indonesië. Deze talen worden weinig of niet meer gesproken (zie ook dode talen). Het Afrikaans in Zuid-Afrika heeft ook kenmerken van een creooltaal.
De voornaamste creooltalen die in de voormalige Nederlandse koloniën werden gesproken – met name het Papiaments op Curaçao, Aruba en Bonaire en het Sranan in Suriname – zijn echter niet uit een op het Nederlands geënte pidgin ontstaan, maar uit pidgins die gebaseerd waren op het Portugees, Spaans en Engels.
Andere creooltalen hebben geen Europese wortels maar zijn wel het gevolg van de Europese koloniseringen, waardoor verschillende gekoloniseerde bevolkingsgroepen die voorheen geen contact hadden met elkaar in contact kwamen. Een voorbeeld hiervan is het in Centraal-Afrika gesproken Sango (hoewel dit niet volgens alle taalkundigen een creooltaal is). Het in Ecuador gesproken Kichwa is ontstaan uit de zuidelijke variant van het Quechua, als gevolg van handelscontacten in de Incatijd (zie ook handelstaal).
- Duitse creoolse talen, waaronder het Unserdeutsch (het Kombuis-Duits is een pidgin)
- Engelse creoolse talen
- Franse creoolse talen
- Nederlandse creoolse talen